# Methylphenidat
Methylphenidat, được bán dưới nhiều tên thương mại, Ritalin là một trong những tên được biết đến nhiều nhất, là thuốc kích thích trung tâm thần kinh trung ương của phenethylamin  và các lớp piperidine được sử dụng trong điều trị rối loạn hiếu động thái quá và thiếu chú ý (ADHD) và chứng ngủ rũ. Bản quyền ban đầu thuộc quyền sở hữu của CIBA, nay là Tập đoàn Novartis. 
Dược chất lần đầu tiên được Cơ quan Quản lý Thực phẩm và Dược phẩm Hoa Kỳ (FDA) cấp phép năm 1955 để điều trị bệnh hiếu động thái quá và thiếu chú ý(ADHD). Sử dụng y tế bắt đầu vào năm 1960; thuốc đã trở nên ngày càng được sử dụng nhiều kể từ những năm 1990, khi chẩn đoán ADHD được chấp nhận rộng rãi hơn. Giữa năm 2007 và 2012, đơn thuốc methylphenidate tăng 50% ở Anh và năm 2013 tiêu thụ methylphenidate toàn cầu tăng lên 2,4 tỷ liều, tăng 66% so với năm trước. Hoa Kỳ tiếp tục chiếm hơn 80% lượng tiêu thụ toàn cầu.
ADHD và các điều kiện tương tự khác được cho là có liên quan đến hoạt động phụ của dopamine và các chức năng của norepinephrine trong não, chủ yếu ở vỏ não trước trán, chịu trách nhiệm về chức năng điều hành (ví dụ, lý luận, ức chế hành vi, tổ chức, giải quyết vấn đề, lập kế hoạch, vv.). Cơ chế hoạt động của Methylphenidat liên quan đến việc ức chế tái hấp thu catecholamin, chủ yếu là chất ức chế tái hấp thu dopamin. Methylphenidat hoạt động bằng cách ngăn chặn các chất vận chuyển dopamin và vận chuyển norepinephrin, dẫn đến tăng nồng độ dopamin và norepinephrin trong nứt khớp thần kinh. Ảnh hưởng này dẫn đến sự gia tăng neurotransmission của dopamin và norepinephrin. Methylphenidat cũng là một thụ thể yếu 5HT1A.